# Lophodesmus caraibianus
Lophodesmus caraibianus är en mångfotingart som beskrevs av Pocock 1894. Lophodesmus caraibianus ingår i släktet Lophodesmus och familjen fingerdubbelfotingar. Inga underarter finns listade i Catalogue of Life.